# حسین‌آباد (خوسف)
حسین‌آباد یک روستا در ایران است که در دهستان براکوه شهرستان خوسف واقع شده‌است. حسین‌آباد ۱۴ نفر جمعیت دارد.